# Lustrochernes carolinensis
Lustrochernes carolinensis är en spindeldjursart som beskrevs av William B. Muchmore 1991. Lustrochernes carolinensis ingår i släktet Lustrochernes och familjen blindklokrypare. Inga underarter finns listade i Catalogue of Life.